# Los Volcanes
Los Volcanes este o arie protejată (arie specială de conservare — SAC, sit de importanță comunitară — SCI) din Spania întinsă pe o suprafață de 9.986,1 ha, integral pe uscat.

## Localizare
Centrul sitului Los Volcanes este situat la coordonatele 29°00′22″N 13°45′00″W / 29.0062°N 13.75°V.

## Înființare
Situl Los Volcanes a fost declarat sit de importanță comunitară în octombrie 1999 pentru a proteja 2 specii de plante. Situl a fost protejat și ca arie specială de conservare în ianuarie 2010.

## Biodiversitate
Situată în ecoregiunea , aria protejată conține 7 habitate naturale: Lagune de coastă, Tufărișuri termo-mediteraneene și de pre-deșert, Faleze cu floră endemică de pe coastele macaroneziene, Dune de coastă fixe cu vegetație erbacee („dune gri”), Pajiști umede mediteraneene cu ierburi înalte de Molinio-Holoschoenion, Câmpuri de lavă și excavații naturale, Dune mobile de-a lungul țărmului cu Ammophila arenaria („dune albe”).
La baza desemnării sitului se află mai multe specii protejate de  plante (2): Helichrysum monogynum, Ophioglossum polyphyllum.